# 三枝守光
三枝 守光（さいぐさ もりみつ、永禄3年（1560年） - 天正3年5月21日（1575年6月29日））は、戦国時代の武将。通称甚太郎 。

## 略歴
三枝虎吉の子で武田勝頼に仕えた。天正3年（1575年）5月21日、長篠の戦いで鳶ヶ巣において討死した。享年16  。